# Јован Цветић
Др Јован М. Цветић (Котор, 17. новембар 1962) редовни је професор за научну област Физичка електроника на Електротехничком факултету у Београду. Дипломирао је (1988), магистрирао (1993) и докторирао (1997) на Електротехничком факултету у Београду.

## Наставна и истраживачка активност
На Електротехничком факултету у Београду је запослен од 1988. године, где је и биран у звање доцента (1998), ванредног професора (2004. и 2009. године) и у звање редовног професора (2010). У периоду од 1992. до 1994. године држао је наставу хонорарно на Војној академији у Београду и на Електротехничком факултету у Приштини. Био је стипендиста немачке владе DAAD (Deutscher Akademischer Austauschdienst), па је у периоду од 1996. до 1997. године боравио на Институту за високе напоне (IEH, Institut für Elektroenergiesysteme und Hochspannungstechnik) у Карлслу (Karlsruhe) под руководством професора Адолфа Шваба (Adolf Schwab).
Држи наставу из области физике, физике плазме, примењене физике у електроенергетици, физичке електронике гасова и плазме, принципа функционисања фузионих нуклеарних реактора, физике и екологије атмосфере и простирања оптичких таласа. Највећи број научних радова објавио је у области физике плазме, физичке електронике гасова и моделовања атмосферских пражњења, електромагнетске компатибилности и електромагнетике.

## Уређивачка активност и чланство у одборима
Члан је Управног одбора Друштва „Никола Тесла“. Члан је уредничког одбора научног часописа Serbian Journal of Electrical Engineering који издаје Факултет техничких наука у Чачку.